# Ed Hannigan
Ed Hannigan (New Port, 6 agosto 1951) è un fumettista e disegnatore statunitense.

## Biografia

### Infanzia
Ed Hannigan nasce il 6 agosto 1951 a New Port (Rhode Island) ed è il primo di otto fratelli. Il padre è ufficiale della Marina militare degli USA e successivamente ingegnere esecutivo per la Tiderwater Oil (poi Getty Oil). Durante l'infanzia e l'adolescenza si sposta molto con la famiglia attraverso gli stati del Nord-est e durante questo periodo si appassiona alla lettura di fumetti che gli compra la nonna. Il suo fumetto preferito diventa subito la prima serie di World's Finest Comics, che presenta le avventure in team-up di Superman e Batman. Hannigan vuole diventare disegnatore e comincia a realizzare fumetti durante gli anni della scuola superiore ad Ashland (Massachusetts). Qui arriva ad illustrare l'albo ricordo dell'ultimo anno.

### Inizio carriera
Nel 1971 si trasferisce nel New Jersey e si reca subito agli uffici della Marvel Comics a presentare il suo portfolio, ed i suoi disegni sono visti da Marie Severin, Mike Esposito, Herb Trimpe e altri, ma non vengono considerati all'altezza degli standard della casa editrice. Nonostante il rifiuto continua a proporsi alla Marvel e infine il redattore Sol Brodsky gli propone di curare il lettering di una serie britannica, Mighty World of Marvel, che ristampa materiale pubblicato negli Stati Uniti. Pur di cominciare a lavorare, Hannigan accetta, trattandosi del suo primo lavoro professionale nel settore, e presto si trova poi a curare l'edizione britannica dei più importanti personaggi Marvel tra cui l'Uomo Ragno e i Fantastici Quattro. Su quelle riviste comincia a curare alcuni abbozzi di copertine che lo fanno notare allo staff della Marvel che gli assegna una copertina della serie Palnet of Apes. Dopo questo primo passo viene preso dal Direttore Artistico John Romita Sr. per occuparsi del design delle copertine, dei caratteri dei titoli e della disposizione del logo. Ben presto la sua abilità lo porta a realizzare centinaia di schizzi e abbozzi di copertine, su cui poi lavoreranno gli artisti più famosi.

### Notorietà
A partire da metà degli anni settanta Hannigan diventa celebre negli uffici della Marvel per la sua capacità di creare schizzi di copertine alquanto innovativi. Spesso il suo lavoro non viene accreditato perché non realizza lui le matite e le rifiniture ma di fatto è l'ideatore di centinaia di copertine degli albi Marvel tra il 1974 e il 1983. Tecnicamente ha il ruolo di Cover Sketcher (cioè colui che disegna le bozze di una copertina).
Tra gli anni settanta ed ottanta Hannigan lavora anche come scrittore per The Defensers ed in seguito si dedica a The Spectacular Spider-Man, creando i personaggi di Cloak e Dagger assieme a Bill Mantlo.
A partire dal 1982 non ha più un contratto di lavoratore-dipendente con la Marvel e quindi comincia a lavorare freelance anche per la DC Comics. Hannigan si occupa delle copertine di Batman, passando poi nel 1987 a disegnare la serie Green Arrow scritta da Mike Grell. Nel 1989 disegna Sciamano, il primo arco narrativo della serie Legends of the Dark Knight, scritto da Dennis O'Neil, e nel 1992 realizza la miniserie Skull & Bones e nel 1996 i due albi di League of Justice.

### Vita privata
Hannigan lascia la sua attività nel mondo dell'editoria a fumetti negli anni novanta durante la crisi che colpisce il settore a metà del decennio. Per vivere divenne consulente-creativo in computer grafica per un editore del Massachusetts. Durante quel periodo Hannigan sviluppa i primi sintomi di una sclerosi multipla progressiva, malattia che negli ultimi sei anni gli causa una grave disabilità. Hannigan vive nel New Hampshire con la moglie e i suoi due figli.